# حزب الطريق البديل
حزب الطريق البديل (بالإسبانية: Vía Alterna) هو حزب سياسي في كولومبيا. في الانتخابات التشريعية التي جرت في 10 مارس 2002، فاز الحزب، باعتباره أحد الأحزاب الصغيرة العديدة، بالتمثيل البرلماني.
1. ↑  وصلة مرجع: https://novumjus.ucatolica.edu.co/article/view/NovumJus.2021.15.1.3/3652.